# United States Bridge Federation
De United States Bridge Federation (USBF) is de nationale federatie voor bridge in de Verenigde Staten. Het is een non-profitorganisatie, opgericht in 2001 door de American Contract Bridge League (ACBL) en de American Bridge Association (ABA). De organisatie selecteert en ondersteunt teams, die de Verenigde Staten vertegenwoordigen in de internationale competitie en ondersteunt de World Bridge Federation (WBF) (Wereld Bridgebond) inspanningen voor het verkrijgen van een erkenning als Olympische sport. De USBF richt zich nu op het houden van een open United States Bridge kampioenschap en het selecteren van vrouwen-, senioren- en juniorenteams voor internationale deelname en het verzorgen van scholing en ondersteuning van deze teams. Selectie van de teams vindt plaats door middel van het spelen van on-linebridge.
De USBF ontvangt ondersteuning voor hun teams van het ACBL Internationale Fonds en Junior Fonds, de lidmaatschapscontributies en intekeningsgelden voor deelneming aan de USBC's.
De op 16 januari 2013 door het USBF-bestuur gekozen voorzitter is George Jacobs.

## Organisatie

### Bestuur
- Voorzitter: George Jacobs
- Vicevoorzitter: Howard Weinstein

De voorzitter en de vicevoorzitter worden gekozen voor een periode van twee jaar.
- Penningmeesters
  - Sylvia Moss tot januari 2015
  - Cheri Bjerkan tot januari 2016
  - Bob Katz tot januari 2016
  - Ralph Katz, tot januari 2014
  - Jonathan Weinstein tot januari 2015

Secretaris: Jan Martel (geen bestuurslid)